# Jaroslav Kalva
Jaroslav Kalva (23. dubna 1878 Chrudim – 11. září 1952 Praha) byl sportovní novinář, propagátor a funkcionář sportu, letectví a motorismu, člen Českého olympijského výboru.

## Život
Po čtyřech třídách reálného gymnasia absolvoval v letech 1893–1896 obchodní akademii v Chrudimi. Po složení maturity 1896 nastoupil do firmy Fr. Wiesner, strojírna a slévárna, továrna na váhy v Chrudimi, kde pracoval do roku 1900 jako účetní, příručí a korespondent. Poté se odebral do Prahy, kde pracoval nejprve v Českém úvěrním ústavu (v letech 1900–1902) a poté v Záložní úvěrní jednotě (v letech 1902–1908). Kalva se oženil s Valerií Jonášovou, měli dceru.

## Sportovec
Byl členem České ústřední jednoty velocipedistů (ČÚJV). V letech 1897-1900 byl vynikajícím závodníkem na kole, nejen ve svém kraji, nýbrž i reprezentantem ČÚJV na závodech ve Lvově. Hrál i fotbal a byl členem fotbalových oddílů K. C. Čechie na Král. Vinohradech a pak Sportovního klubu Slavia Praha. Ve Slávii dlouhá léta vykonával funkci pokladníka klubu.

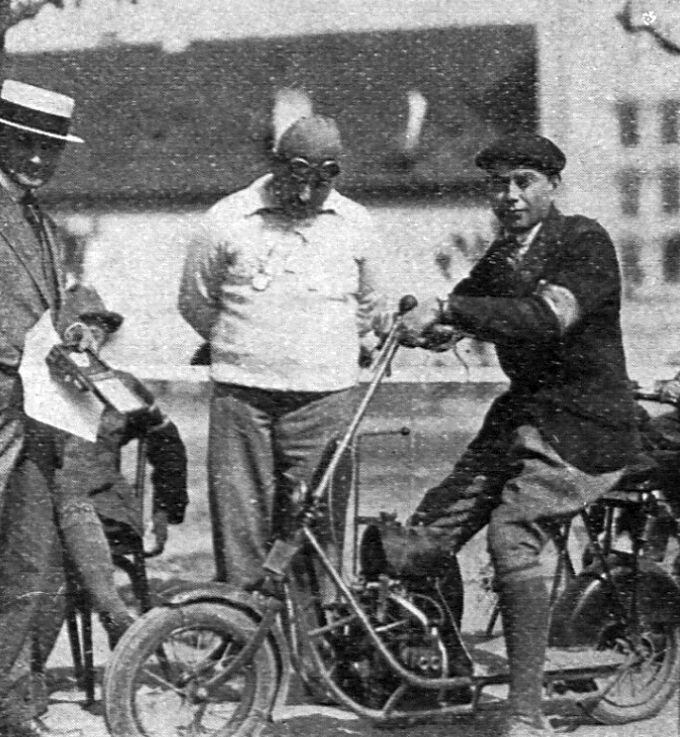
Alexander Kolowrat (uprostřed) prohlíží scooter ČAS, na kterém startoval Jaroslav Kalva (Zbraslav 1921)

Stál u zrodu naší aviatiky. Plodem Kalvova zájmu a rozsáhlých vědomostí o letectví byla řada přednášek, a zejména kniha Aviatika (nákladem Vilímkovým).  Kalva se s ing. Janem Kašparem spřátelil koncem roku 1909 a často jej v Pardubicích navštěvoval. Mnohdy doprovázel aviatika při veřejných leteckých produkcích či při návštěvě pařížských aerosalonů. Jako propagátor letectví přivezl roku 1910 do Čech s redaktorem J. V. Kaufmannem první letadlo z Paříže – jednoplošník Blériot, které koupilo Aviatické družstvo financované továrníkem Vydrou. Aviatik inž. Jan Kašpar na sebe strhl pozornost mimo jednoho z prvních letů uskutečněných v Čechách v také díky prvnímu dálkovému přeletu s cestujícím v Čechách. V červnu 1911 doprovázel ing. Kašpara do Vídně, když se připravoval na let Vídeň-Budapešť-Vídeň. Příležitostně létal v Pardubicích jako Kašparův cestující. Pro první dálkový přelet  s pasažérem si Kašpar vybral trasu Mělník-Chuchle, kterou se mu podařilo zdolat za necelých 42 minut. Jeho pasažérem se stal redaktor listu Národní politika Jaroslav Kalva. "Jelikož počasí nebylo právě příznivé, chtěl jsem letěti sám, ale redaktor Kalva resolutně se posadil do letadla a nechtěl z něho ven. Prý si z něho nebudu dělat kašpary,” vzpomínal Jan Kašpar na slavný let. Bylo to v prosinci 1911, kdy zdařilý let na svých aeroplánech podnikli inž. Jan Kašpar a inž. Evžen Čihák. Letěli z Mělníka ku Praze, kde ve Velké Chuchli úspěšně přistáli. O den později předvedli oba aviatici úspěšný vzlet na svých strojích.
V roce 1921 startoval na po válce obnoveném, 5. ročníku závodu do vrchu Zbraslav-Jíloviště. Startoval v kategorii A na scooteru ČAS a obsadil 2. místo. V témže závodě byl i v pořadatelském sboru. Ihned po dojetí do cíle na Jílovišti se ujal své hlavní funkce - časoměřiče závodu. V dalších letech byl na tomto závodu byl startérem. Koncem 20. let byl také startérem na Pradědském okruhu. Vynikl i jako vytrvalý řidič v cestovním automobilů např. Cestovní plán pro cesty automobilem: Praha-Paříž 1929, Praha-Amsterdam 1932, "Popularem týden Evropou" v sedmi etapách 22.-28. 6. 1935 a dvakrát dosáhl nejlepšího času na trati Praha-Paříž.  

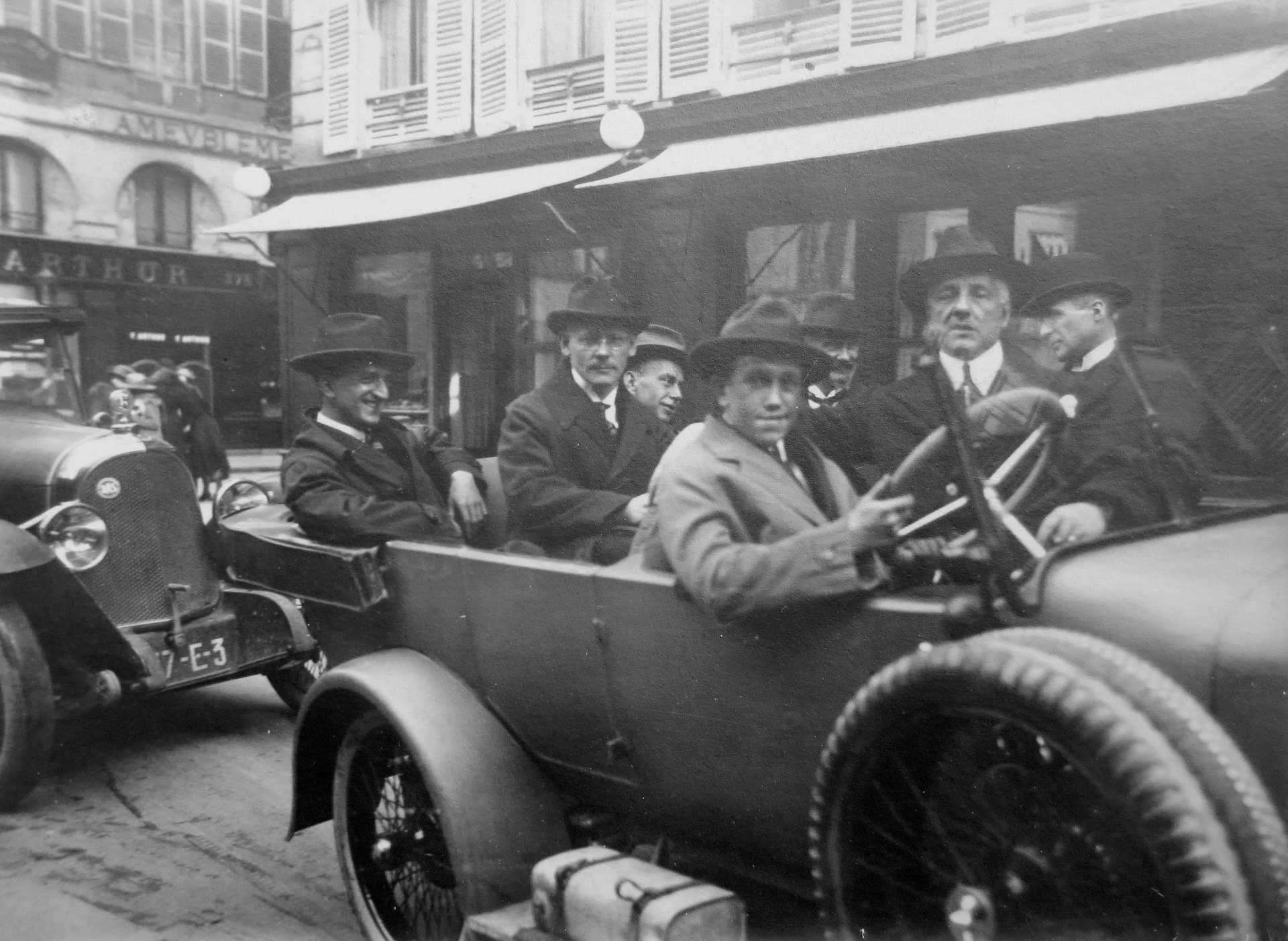
Josef Zubatý, Jan Novák a Jaroslav Kalva (vzadu zleva), Antonín Kumpera a Charles Faroux vpředu (Paříž 1922)

## Sportovní novinář a funkcionář
Již během doby svých prvních pražských zaměstnání se Jaroslav Kalva začal věnovat tomu, co ho následně provázelo po valnou část jeho života – sportu. Jaroslav Kalva byl členem mnoha spolků a organizací zaměřených sportovně (Český olympijský výbor, České aviatické družstvo, AK RČS, Československý aviatický klub/Československý aeroklub, Československý jockey klub, Klusácký závodní spolek v Praze); motoristicky (Silniční rada, v přípravném komité mnoha automobilových výstav); publicisticky (Syndikát českých novinářů, Syndikát denního tisku československého, Syndikát pražských denníkářů). Jako publicista přispíval (kromě Národní Politiky) do letecké technické revue Aviatika (od 1919), do oficiálního tisku AKRČs Auto, či do francouzské revue L´Auto.
Od roku 1906 se stal externím redaktorem sportovní rubriky Národní politiky a v letech 1912–1936 tuto rubriku sám vedl, rovněž byl redaktorem časopisu Sport a hry. Neomezoval se pouze na sportovní publicistiku. Za maďarského vpádu na Slovensko 1919 byl válečným zpravodajem svého listu. Ale nespokojil se přejímáním zpráv z druhé ruky, nýbrž kde mohl, „čichl k prachu“, jak o tom svědčí knížka Na slovenském bojišti, kterou vydal spolu s Petrem Kompišem, tehdy zpravodajem Venkova. Kalva také napsal řadu fejetonů, zejména z cest po západní Evropě a ze Švédska. Jako velmi čtenou specialitu si vypěstoval krátké, bystře odpozorované a vtipně psané kapitolky o pražských aktualitách, podepisované pseudonymem Yves.
Byl členem Českého výboru olympijského, který ho jako zpravodaje vyslal v roce 1912 na olympiádu do Stockholmu. I na první poválečné olympiádě v Antverpách 1920 zastupoval svůj list.
Vstoupil do výboru Českého klubu automobilistů 1908 a pak byl členem výboru a prezidia Autoklubu RČs (AKRČs) až do 1934. Dlouhou řadu článků a nepřeberné množství zpráv zveřejnil v magazínu Auto. Jeho organizační působnost se soustředila a vyvrcholila v AKRČs. Kalva byl dlouhá léta jeho jednatelem, neúnavným členem všech snad jeho komisí. Ve 20. letech, v době sjednocování motoristických spolků pod hlavičku Kartelu Autoklubu Republiky Československé a klubů sdružených, se stal jeho generálním tajemníkem. Naléhal na okamžité vstoupení klubu do mezinárodních ústředí Mezinárodní asociace automobilových klubů AIACR (od roku 1946 jako Federation Internationale Automobile – FIA) a Mezinárodní motocyklové federace (FICM), zastupoval klub na přečetných jejich kongresech a jako dosud jediný — byl zvolen do odvolacího tribunálu AIACR, v němž zasedal 15 roků. I po šedesátce pracoval jako člen výborů AKRČs, pražských mezinárodních automobilových výstav, sportovní a redakční komise.

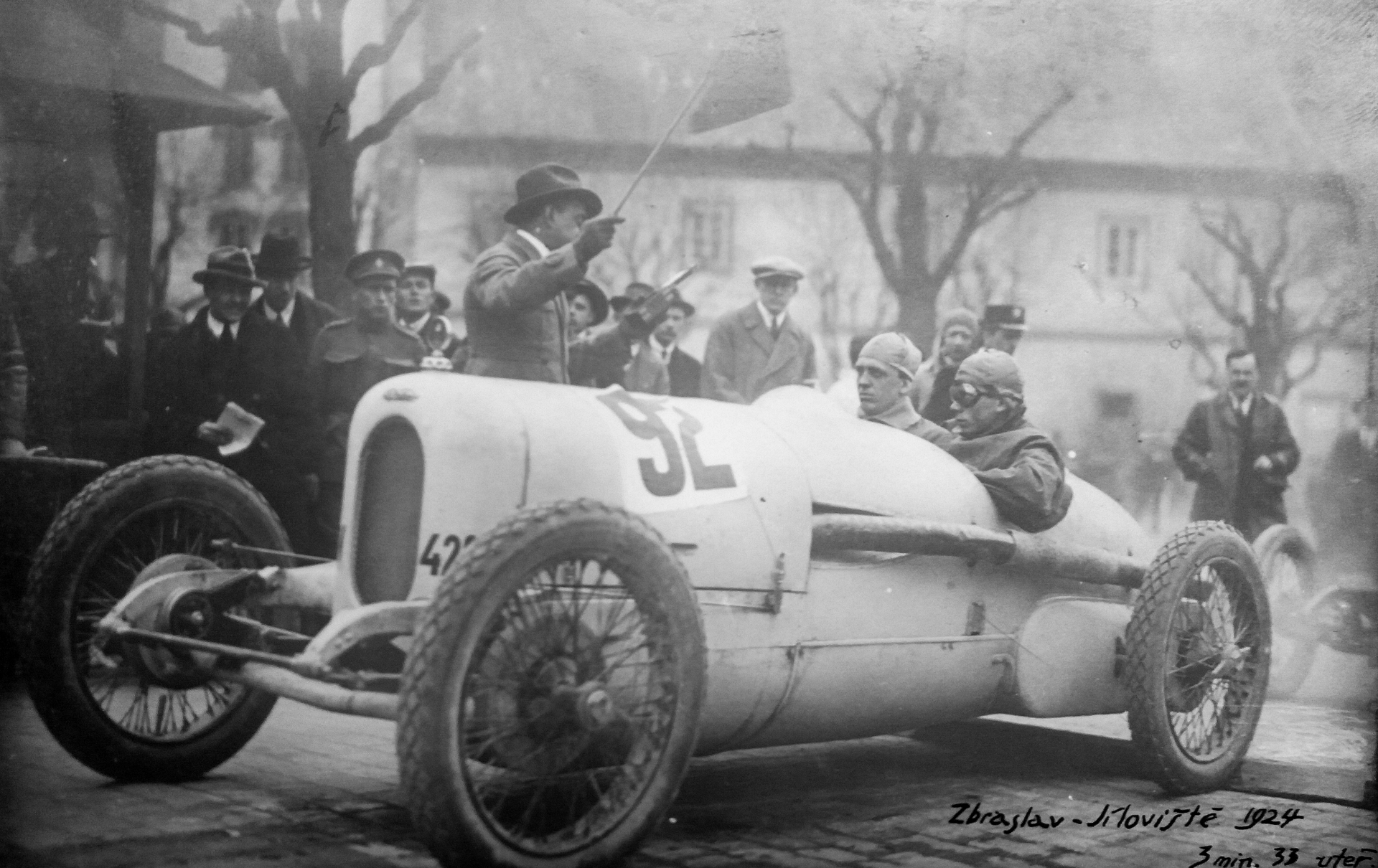
Jaroslav Kalva startuje závodní Walter 0 posádky Knapp-Vojíř, Zbraslav (1924)

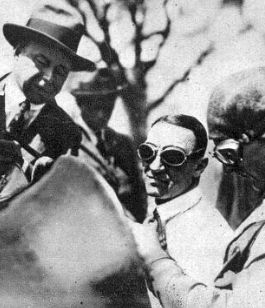
Jaroslav Kalva rozmlouvá s Huldreichem Heusserem vítězem Zbraslav-Jíloviště 1927